# Grete Remen
Grete Remen (Koersel, 16 december 1966) is een Belgisch politica, eerst voor de Nieuw-Vlaamse Alliantie (N-VA) en daarna voor Open Vld.

## Levensloop
Remen studeerde rechtsgeleerdheid aan de Vrije Universiteit Brussel. Na haar afstuderen was ze een tijd actief als advocate, maar maakte daarna de overstap naar het familiebedrijf Damhert Nutricion, waarvan ze de bedrijfsleider is.
In 2007 ontving Grete Remen de Livia-award van Unizo, een onderscheiding voor ondernemende vrouwen met een voorbeeldfunctie. In 2008 volgde de KMO-laureaat als bekroning voor haar innovatief en creatief ondernemerschap. Ze was actief bij Voka, Unizo en de Raad der wijzen van Vlaanderen in Actie, waar ze de belangen van de lokale economie, kmo's en de kleinhandel vertolkte.
Bij de verkiezingen van 25 mei 2014 werd ze met 19.604 voorkeurstemmen tot Vlaams volksvertegenwoordiger verkozen voor de kieskring Limburg. Tijdens de regeerperiode, waarin N-VA mee in het bestuur zat, viel ze enkele keren op door tegen het standpunt van haar partij in te gaan. Bij de lokale verkiezingen van 2018 weigerde ze op de Beringse lijst te staan vanwege onenigheid met de lokale afdeling; wel stond ze op de provincieraadslijst. Begin maart 2019 nam ze ontslag uit de N-VA-fractie van het Vlaams Parlement, waarna ze tot de verkiezingen van eind mei 2019 als onafhankelijke zetelde.
Ze stelde zich niet meer kandidaat voor N-VA bij de verkiezingen in 2019, hoewel ze aanvankelijk de vierde plaats op de Kamerlijst aangeboden kreeg. Intern zou er vanwege haar tegendraadse acties kritiek gekomen zijn op die plaats. Teleurgesteld daarin en in het beleid dat haar partij mee vorm had gegeven, stapte ze volledig uit de politiek. Uiteindelijk maakte ze begin maart 2019 de overstap naar Open Vld en stond Remen bij de verkiezingen in mei dat jaar als eerste opvolger op de Limburgse Open Vld-lijst voor de Kamer.